# بئربكير (سيئون)
'

تعديل مصدري - تعديل

بئربكير هي إحدى قرى عزلة سيئون بمديرية سيئون التابعة لمحافظة حضرموت، بلغ تعداد سكانها 53 نسمة حسب تعداد اليمن لعام 2004.